# Model MA
Model MA, model ze średnią ruchomą (ang. moving average model, MA model) – parametryczny model szeregu czasowego (pewna realizacja procesu losowego), często stosowany w analizie szeregów czasowych z jedną zmienną. Notacja {\displaystyle MA(q)} odnosi się do modelu {\displaystyle MA} rzędu {\displaystyle q{:}}
{\displaystyle X_{t}=\mu +\varepsilon _{t}+\theta _{1}\varepsilon _{t-1}+\ldots +\theta _{q}\varepsilon _{t-q}}
co można zapisać też:
{\displaystyle X_{t}=\mu +\varepsilon _{t}+\sum _{i=1}^{q}\theta _{i}\varepsilon _{t-i},}
gdzie:
{\displaystyle \mu } – średnia szeregu czasowego, czyli wartość oczekiwana {\displaystyle X_{t}} (często przyjmuje się, że równa jest zero),
{\displaystyle \theta _{1},\dots ,\theta _{q}} – parametry modelu,
{\displaystyle \varepsilon _{t},\varepsilon _{t-1},\dots } – wyrażenia odpowiadające błędowi szumu białego.
{\displaystyle q} – rząd modelu MA.
Pojęciowo model MA jest regresją liniową bieżącej wartości szeregów w odniesieniu do poprzednich (niezaobserwowanych) czynników błędu, związanych z białym szumem, lub przypadkowych zaburzeń. Zakłada się, że takie przypadkowe zaburzenia w każdym z punktów, pochodzą z tego samego rozkładu, zwykle rozkładu normalnego z umiejscowieniem w zerze i stałą skalą. Charakterystyczna dla tego modelu jest propagacja losowych zaburzeń do przyszłych wartości szeregów czasowych. Dopasowywanie estymat w tym modelu zachodzi w znacznie bardziej skomplikowany sposób niż w modelach AR, czyli modelach autoregresyjnych, ponieważ wyrażenia związane z błędem są nieobserwowalne. Oznacza to, że muszą być stosowane nieliniowe, iteracyjne procedury dopasowania zamiast liniowych procedur najmniejszych kwadratów. Interpretacja modeli MA jest mniej oczywista niż w przypadku modeli AR.
Niekiedy funkcja autokorelacji i funkcja częściowej autokorelacji sugeruje, że model MA byłby bardziej odpowiedni, a czasami zarówno wyrażenie odpowiadające modelowi AR, jak i modelowi MA powinno być użyte w tym samym modelu. Jednak wyrażenia związane z błędem po dopasowaniu modelu powinny być niezależne i powinny spełniać standardowe założenia dla procesów z jedną zmienną: losowe wykresy z ustalonego rozkładu z rozkładem posiadającym ustaloną lokalizację i z dystrybucją posiadającą stałą zmienność.
Model MA jest zasadniczo filtrem o skończonej odpowiedzi impulsowej, na który nałożono pewną dodatkową interpretację. Ponadto model ten i model AR są dualne (względem siebie) – każdy proces opisany modelem AR o skończonym rzędzie można opisać modelem MA o nieskończonym rzędzie (i odwrotnie).
Inne rodzaje modeli wykorzystywanych w identyfikacji:
- model AR, model ARX, model ARMAX, model ARMA, model ARIMA,
- model MAX.